# Le aquile si radunano
Le aquile si radunano è un romanzo di Taylor Caldwell, pubblicato negli Stati Uniti nel 1940. Costituisce il secondo volume di una trilogia, i cui altri titoli sono: La dinastia dell'oro (inizio) e L'ora finale (termine).

## Storia editoriale
The eagles gather è stato tradotto in olandese, svedese, francese, danese, norvegese, sloveno, spagnolo; in italiano il libro è uscito nel 1948, nella traduzione di Grazia Brambilla Pisoni.

## Ambientazione
La vicenda si svolge negli Stati Uniti, a Windsor, in Pennsylvania, dal 1917 fino al 1928, anno dell'elezione di Herbert Hoover a presidente USA.

## Trama
La seconda generazione dei Barbour e dei Bouchard è quasi estinta. Tra gli ultimi a lasciare il campo c'è Jules, che muore nel 1918, lasciando il figlio Armand a capo della Bouchard & Figli, ma affidando alla tutela del figlio Christopher la figlia più giovane, Celeste. Si formano tra i vari fratelli e cugini due fazioni per il controllo della ditta di famiglia, perché alcuni pensano che Armand non sia abbastanza senza scrupoli (e ciò lo spingerebbe ad affari meno redditizi), mentre il fratello Christopher avrebbe chances migliori per diventare il capo.
Quando, nel 1925, i fratelli Edith ed Henri Bouchard tornano a stabilirsi nella città di Windsor, ricchissimi e tenuti a distanza dal cuore degli affari, sembra che Christopher sia in grado di attirarli nella sua rete. Egli può favorire un matrimonio tra la sorella minore Celeste e il cugino Henri e forse ha l'ascendente per far sì che i due investano a piene mani il loro denaro negli affari della Bouchard & Figli, nonché nelle aziende satelliti.
Per un certo tempo Henri asseconda il cugino e gli presta somme favolose, ma non riesce a farsi amare da Celeste che, dopo un fidanzamento, trova la forza di far valere la sua volontà: di sposare un altro cugino, Peter, di cui è innamorata e condivide gli ideali. Infatti, fin dalla sua fondazione, la fabbrica di armi di Barbour e Bouchard ha sempre trovato nella famiglia qualche membro che reputava odioso e criminale creare questo genere di articoli e, peggio, di estendere la produzione al massimo dell'innovazione tecnologica.
Henri incassa il colpo, ma a suo tempo, il vecchio Jules aveva messo la madre dello stesso Henri in uno stato di dipendenza economica, giocandole un brutto tiro finanziario, ed ora il giovane, libero da legami, può rendere la partita. Avviene un'ulteriore riunione tra i Bouchard per definire la portata dei pacchetti azionari ed Henri si trova come l'ago della bilancia tra le due fazioni. Così egli appoggia Armand, dichiara di volerne sposare la figlia Annette, lo consolida nella sua posizione di direttore generale e dice a Christopher di aver fatto ciò per vendicare la madre, raggirata a suo tempo.
Christopher si rende conto dell'enormità della sua sconfitta e lo stesso Henri gli propone il matrimonio con Edith, che lo ama. Poi tutti i Bouchard vanno a un ricevimento per l'elezione del nuovo Presidente degli Stati Uniti Herbert Hoover. Dalla fine della prima guerra mondiale si sono moltiplicati i focolai di guerra nel mondo, non manca molto all'affermazione di Adolf Hitler, e i Bouchard sono pronti per il bagno di sangue verso cui si avvia la società umana.

## Personaggi
Famiglia Bouchard
- Jules Bouchard - Alla fine del precedente libro, con i suoi raggiri, ha trasformato la ditta "Barbour & Bouchard" nella "Bouchard & Figli". Muore all'inizio del romanzo, l'8 novembre 1918;
- Adelaide Burgeon - vedova di Jules;
  - Armand, Émile, Christopher, Celeste - figli di Jules e Adelaide;
  - Agnes Graves - moglie di Émile;
    - Annette - figlia di Armand;
- Léon Bouchard (muore nel 1923) - fratello di Jules;
- Antoinette Bouchard - cugina e moglie di Léon;
  - Georges, Nicholas - figli di Léon e Antoinette;;
- Henri Bouchard - figlio di François (fratello minore di Jules e Honoré, morto suicida nel 1915) e di Alice Barbour, che in seconde nozze sposa il cugino Thomas Van Eyck;
- Edith Bouchard - sorella di Henri;
- Étienne Bouchard - attore e primo cugino di Jules, Léon e François;
- Honoré Bouchard - fratello di Étienne, morto a bordo del RMS Lusitania (1915)
- Ann Richmond - vedova di Honoré;
  - Francis, Jean, Hugo, Peter - figli di Honoré e Ann;
  - Estelle Carew - moglie di Francis;
  - Alexa Bouchard - cugina e moglie di Jean;
- André Bouchard - fratello minore di Étienne e Honoré, gemello di Antoinette;
  - Alexander e Alexa - figli gemelli di André;

Jay Regan - esponente dell'alta finanza, ammiratore di Ernest Barbour;

## Edizioni in italiano
- T. Caldwell, Le aquile si radunano, trad. di Grazia Brambilla Pisoni, ed. Baldini & Castoldi, Milano 1948;
- T. Caldwell, Le aquile si radunano, trad. di Grazia Brambilla Pisoni, ed. Accademia, Milano 1977;